# František Hampejs
František Hampejs (28. listopadu 1921 Humpolec – 10. července 1995 Dolní Kralovice) byl český fotbalista, záložník.

## Fotbalová kariéra
V československé lize hrál za SK Slavia Praha a Technomat Teplice. Nastoupil ve 138 ligových utkáních a dal 6 gólů. Se Slavií získal 2 ligové tituly. Vítěz Poháru osvobození 1945. Památná je jeho věta z doby působení ve Slavii, kdy Slavia přišla o právě dokončený stadion na Letné, který musel ustoupit pomníku Stalina, i o své tradiční dresy. Na valné hromadě Slavie (tehdejšího Dynama, na které byla Slavia přejmenována) vystoupil s výrokem: 
| „ | Vezměte nám klubové barvy, my stejně zůstaneme červenobílí, vezměte nám hřiště, my můžeme kopat třeba na mezi, ale to si pamatujte, že jsme a budeme slávisté. My jsme nikoho nezradili a ať už se vám to líbí nebo nelíbí, jednou budeme zase stát na svém hřišti, ve svém dresu a s hvězdou věrnosti na prsou, protože Slavia je věčná! | “ |

## Ligová bilance
| Ročník                                     | Zápasy | Góly | Klub                |
| ------------------------------------------ | ------ | ---- | ------------------- |
| Národní liga 1942/43                       | -      | 0    | SK Slavia Praha     |
| Národní liga 1943/44                       | -      | 0    | SK Slavia Praha     |
| Státní liga 1945/46                        | 19     | 4    | SK Slavia Praha     |
| Státní liga 1946/47                        | -      | 0    | SK Slavia Praha     |
| Státní liga 1947/48                        | -      | 0    | Dynamo Slavia Praha |
| Státní liga 1948                           | -      | 0    | Technomat Teplice   |
| Celostátní československé mistrovství 1949 | -      | 2    | Technomat Teplice   |
| Celostátní československé mistrovství 1950 | -      | 0    | Dynamo Slavia Praha |
| Mistrovství československé republiky 1951  | -      | 0    | Dynamo Slavia Praha |
| Přebor československé republiky 1953       | -      | 0    | Dynamo Praha        |
| Přebor československé republiky 1954       | -      | 0    | Dynamo Praha        |
| CELKEM 1. liga                             | 138    | 6    |                     |